# Pontifício Instituto Oriental
Pontifício Instituto Oriental O Pontifício Instituto Oriental (Oriental) é uma Instituição Católica de Ensino Superior, situado em Roma. O projeto de criar uma Escola de Estudos Superiores sobre o cristianismo oriental foi uma intenção da Igreja Católica desde o pontificado do Papa Leão XIII (1878-1903). No entanto, esse projeto só foi realizado em 1917 com o Papa Bento XV (1914-1921). O Oriental faz parte de um Consortium, juntamente com a Pontifícia Universidade Gregoriana (fundada em 1551) e o Pontifício Instituto Bíblico (fundado em 1909), ambos também situados em Roma. As três Instituições são administradas pela Companhia de Jesus. O Oriental depende da Santa Sé, mas o seu governo é confiado à Companhia de Jesus. O seu Grão-Chanceler é o Prefeito da Congregação para as Igrejas orientais e o seu Vice Grão-Chanceler é o Superior Geral da Companhia de Jesus, enquanto a Congregação para a Educação Católica é o Dicastério que aprova os programas acadêmicos do Oriental.
O número de estudantes no ano acadêmico de 2018-2019 é de 351 na Faculdade de Ciências Eclesiásticas Orientais (SEO) e 71 na Faculdade de Direito Canônico (DCO), sendo um total de 422 dentre os quais 242 são estudantes hóspedes de outras Faculdades. A cada ano, além dos professores e dos estudantes, a Biblioteca do Oriental recebe cerca de 400 visitas de estudiosos externos para ali fazerem suas pesquisas.

## Missão
O Pontifício Instituto Oriental, criado pelo Papa Bento XV em 1917 e confiado à Companhia de Jesus em 1922, é uma Escola de Estudos Superiores que tem como missão particular o serviço às Igrejas orientais. O Oriental possibilita as Igrejas do Oriente que conheçam “as imensas riquezas que... são preservadas nos cofres das suas tradições” (São Giovanni Paolo II, Orientale Lumen 4) e, ao mesmo tempo, favorece ao Ocidente latino o conhecimento dessas riquezas pouco conhecidas. A Missão do Pio visa pesquisa, ensino e publicações relacionadas às tradições das Igrejas orientais sobre sua liturgia, teologia, patrística, história, direito canônico, literatura e línguas, espiritualidade, arqueologia e questões de relevância ecumênica e geopolítica
O escopo do Oriental é educar os alunos que já possuem o primeiro nível de graduação acadêmica, independentemente de sua afiliação religiosa, latinos ou grego-católicos, ortodoxos ou outro, para um aprofundamento de seus conhecimentos sobre o Oriente cristão, sobre suas Igrejas, teologia, espiritualidade, liturgia, disciplina canônica, história e cultura. Os alunos provêm, sobretudo, dos países de igrejas orientais: Médio Oriente, Europa oriental, África (Egito, Etiópia e Eritreia) e Ásia (Kerala e outras partes da Índia, China), com um número significativo de alunos da Europa e das Américas interessados em estudar o Oriente cristão. Hoje, com o influxo dos migrantes e refugiados que provêm de alguns países acima citados, os alunos derivam também das comunidades cristãs orientais em diáspora

## História. Os primeiros anos.
A primeira sede provisória do Oriental foi nas imediações do Vaticano, no Palácio dos Convertendi, Praça Scossacavalli, que mais tarde deu espaço ao que hoje conhecemos como Via da Conciliação. Depois o Instituto foi brevemente hospedado, sempre em Roma, nos edifícios do Pontifício Instituto Bíblico, na Via della Pilotta, nº 25, até o ano de 1926 quando recebeu sua atual e definitiva sede na Praça Santa Maria Maior, nº 07. De todas as Igrejas de Roma, a Basílica Santa Maria Maior, localizada na mesma praça do Instituto, é a que mais lembra o Oriente. Os seus famosos mosaicos foram executados sob o Papa Sisto III (432-440) para celebrar o terceiro Concílio Ecumênico de Éfeso (431), o qual afirmou que Jesus Cristo é uma Pessoa, portanto Maria, sua Mãe, era a Mãe de Deus, a Theotókos, como a chamam os Gregos. A Basílica tem a honra de possuir a relíquia da manjedoura e por isso é conhecida, liturgicamente, como “ad Praesepe”, a Igreja da Manjedoura. Além disso, na segunda metade do século IX, os apóstolos dos eslavos, São Cirilo e São Metódio, depositaram ali seus livros litúrgicos como sinal de que, a partir daquele momento, tendo recebido a aprovação do Papa, seria possível celebrar a liturgia em língua eslava eclesiástica. Na rua lateral, em frente ao Oriental, encontra-se a Basílica de Santa Praxedes com seus mosaicos carolíngios que atestam a profunda rejeição do Papa São Pascal I ao Iconoclasmo, que na época da construção da Basílica (817) estava ressurgindo no Oriente. Nas proximidades há uma placa de mármore que nos lembra o local da morte de São Cirilo, o irmão de São Metódio, que morreu aqui no ano 869. Dentro do complexo do quarteirão em que o Oriental está localizado, existe a Igreja de Santo Antão, o Grande (Santo Antão Abade), santo que os orientais têm uma devoção particular. Ele é um santo de grande devoção popular também em Roma, pois ainda hoje as pessoas se lembram dos momentos em que as bênçãos de animais ocorriam nesta Igreja. Ela é administrada pelos jesuítas que vivem no Pontifício Colégio Russo, conhecido como Russicum, que foi fundado em 1929 pelo Papa Pio XI (1921-1939). Em muitos aspectos, o Oriental tem realmente uma posição ideal.

## Os primeiros cem anos
O Oriental foi criado como uma Instituição gêmea da Congregação para a Igreja Oriental. Esta, em 1967, passou a chamar-se Congregação para as Igrejas Orientais. Sem o vínculo com esse importante órgão da Santa Sé, seria impossível entender o objetivo, a missão e a forma de como o Oriental poderia ter sido fundado em meio ao “massacre inútil” da Primeira Guerra Mundial, em 1917. A questão para a qual a fundação do Oriental quis ser uma resposta veio de longe. Era conhecida como a questão do Oriente, que surgiu pela primeira vez após a humilhante derrota otomana pelas mãos dos russos em 1774 (cf. Tratado de Kutchuk-Kainarji), e que se tornou ainda mais aguda quando Napoleão chegou ao Egito em 1798: o que deveria ter sido feito pelos milhões de cristãos sob os otomanos quando o Império Otomano desapareceu? A questão atingiu seu auge durante o Congresso Eucarístico de Jerusalém, em 1893, quando os Patriarcas católicos orientais deram a conhecer as dificuldades e as demandas de suas comunidades ao representante papal, o Cardeal Benoît Langenieux que, por sua vez, as apresentou ao Papa. Leão XIII imediatamente convocou uma assembleia dos Patriarcas católicos orientais para o ano seguinte (1894). Dessa assembleia emergiu a carta apostólica Orientalium dignitas, conhecida como a Carta Magna dos direitos dos católicos orientais.
Após a revolução de fevereiro de 1917 ocorreu o colapso do Império Russo e aquele de Otomano ficou em vista de desaparecer. Por isso, o Papa decidiu agir. Por meio do motu proprio com o título Providentis Dei (01/05/1917) criou a Congregação Oriental e com o motu próprio Orientis catholici (15/10/1917) criou o Oriental. O Papa reservou a Prefeitura da nova Congregação para si, mas no início ela foi liderada apenas por um Secretário, embora de acordo com o Direito Canônico (cf. can. 257 do Codex Iuris canonici Pio-Beneditino de 1917 que especificou exatamente isto) deveria ser um Cardeal. Após três anos da fundação do Oriental, Bento XV conferiu ao Instituto, por meio da Constituição Apostólica Quod nobis in condendo, o direito de conferir graus acadêmicos. O Papa, desde o início, insistiu sobre a necessidade do Oriental possuir uma rica biblioteca especializada para facilitar o estudo e a pesquisa de seu corpo docente e discente.
No início, os professores foram escolhidos das várias ordens religiosas e entre os leigos. Os primeiros foram: Antoine Delpuch (1868-1936) - dos Padres Brancos - que ocupou o cargo de pró-Diretor no primeiro ano de funcionamento do Oriental (1918-1919); dois Beneditinos, entre os quais o beato Alfredo Ildefonso Schuster; três Assuncionistas, entre os quais Martin Jugie (1878-1954), que foi professor no Oriental somente pelos cinco primeiros anos, mas que escreveu uma monumental síntese da história da teologia oriental; um Dominicano; um Mequitarista; quatro jesuítas, entre os quais o famoso arqueólogo Guillaume de Jerphanion (1877-1948); dois russos, um grego e um etíope; e três professores leigos, entre os quais o renomado filólogo e historiador Michelangelo Guidi.
Pio XI, pouco depois de tornar-se Papa, percebeu que seria melhor que apenas uma Ordem Religiosa administrasse o Oriental para geri-lo em suas necessidades imediatas, bem como para melhor formar aqueles que levariam adiante o ensino no Oriental. A sua escolha caiu sobre os jesuítas. Em uma reunião com o padre Geral Vladimir Ledochowski (14/09/1922) Pio XI confiou o Oriental à Companhia de Jesus. Essa foi a sugestão do Abade Alfredo Ildefonso Schuster, OSB, que havia se tornado o primeiro Diretor do Oriental com plenas funções. Chegou a hora de um jesuíta assumir este cargo. Michel d'Herbigny (1880-1957) foi o primeiro jesuíta a tornar-se Diretor do Oriental de 1922 a 1931. Ele foi um homem muito talentoso que conseguiu dar um novo impulso à Instituição nascente graças às publicações e sua nova sede na Praça Santa Maria Maior. Durante sua missão muito delicada na Rússia ocorreram complicações que o levaram a retirar-se precocemente de suas atividades. Na função de Diretor, M. d'Herbigny foi sucedido por Emil Hermann (1932-1951), um canonista alemão de grande valor, cuja prudência o ajudou a guiar o Instituto durante o período da guerra; Ignacio Ortiz de Urbina (1951-1957), basco e estudioso renomado de patrística; Alphonse Raes (1957-1962), estudioso renomado das tradições siríacas, que se tornou Prefeito da Biblioteca do Vaticano; Joseph Gill (1962-1963), o grande especialista no Concílio de Florença (1438-1445) e editor-chefe da publicação dos Atos desse Concílio. Em 1965 Joseph Gill tornou-se Reitor Jesuíta (1964-1967); Ivan Žužek (1967-1972), que mais tarde tornou-se Secretário da Pontifícia Comissão para a revisão do Direito Canônico Oriental; Georges Dejaifve (1972-1976), ecumenista reconhecido; Eduard Huber (1976-1981), ex-reitor da Meudon School of Russian; Peter-Hans Kolvenbach (1981-1983), que após pouco tempo como Reitor, tornou-se o Superior Geral da Companhia de Jesus por vinte e cinco anos (1983-2008); Gilles Pelland (1984-1986), que mais tarde tornou-se Reitor da Pontifícia Universidade Gregoriana; Gino Piovesana (1986-1990), cuja experiência como Reitor da Universidade Sophia em Tóquio e sua experiência em filosofia russa lhe ajudaram muito; Clarence Gallagher (1990-1995), canonista que ocupou tanto o cargo de Decano como de Reitor; novamente Gilles Pelland (1995-1998), o único Reitor a ter dois mandatos em épocas diferentes; Héctor Vall Vilardell (1998-2007), ecumenista que foi Reitor por nove anos; Cyril Vasil’ (2007-2009), canonista que depois de apenas dois anos tornou-se Arcebispo Secretário da Congregação para as Igrejas Orientais; Sunny Kokkaravalayil (2009-2010), também canonista, foi pró-Reitor por um ano e por sete anos superior religioso da comunidade; James McCann (2010-2015), que ao encerrar sua função no Oriental tornou-se Vice-presidente Senior da Fundação Gregoriana, Nova York; e David Nazar (2015-) que no exercício de sua função como Reitor, reestruturou o Oriental e reuniu a comunidade religiosa dos professores jesuítas do Instituto a dos jesuítas do Pontifício Colégio Russo, popularmente conhecido como Russicum.
Os cem anos de história da Instituição (1917-2017) podem ser mais ou menos subdivididos em três períodos. O primeiro período corresponde aos onze anos iniciais, quando o Oriental tentou estabelecer-se e tornar-se conhecido, o que ocorreu com a publicação da encíclica de Pio XI dedicada ao Oriente, Rerum orientalium (1928). O segundo são os trinta anos sucessivos, que nos levaram ao limiar do Concílio Vaticano II (1928-1958), quando parte da rica colheita que já era esperada, estava sendo coletada e as bases para as novas construções eram lançadas. O terceiro período são os sucessivos trinta anos após o Concílio até 1989, quando o vento fresco do Vaticano II trouxe um interesse renovado para o Oriente Cristão e para o Oriental. Em 1989 a Europa Oriental reabriu-se, novas relações e oportunidades também se abriram para o Instituto em direção àquele mundo até então proibido, e muitos novos estudantes desses países puderam começar a estudar no Oriental.

## o século XXI
A biblioteca foi recentemente reformada passando a ter ar-condicionado, iluminação high-end LED, acústica moderna e mais recursos digitais seguindo os padrões pedagógicos modernos de pesquisa acadêmica. Na ocasião do Centenário da fundação do Oriental (1917-2017), o Papa Francisco visitou o Instituto no dia 12 de outubro de 2017. Ele fez uma doação generosa que possibilitou uma grande reforma nos espaços do Oriental, que pôde oferecer escritórios modernos aos seus professores, um refeitório para os estudantes e salas de reuniões para professores e alunos. O Oriental utiliza G Suite e Google for Education e sua internet foi aumentada para 1 gigabyte up and down. Isso permite com que da sala de conferências se transmita eventos ao vivo e ofereça a possibilidade de cursos e conferências on-line com a ajuda do Google Hangout. A iluminação e a acústica foram elevadas aos padrões das normas digitais e pedagógicos modernos.

## A Biblioteca
A biblioteca do Instituto é, sem dúvida, a joia mais preciosa do Oriental. É uma das bibliotecas mais bem equipadas do mundo sobre o Oriente Cristão. Alguns livros que foram descartados durante os primeiros anos da União Soviética e que hoje não se encontram em nenhum lugar, foram comprados pela Biblioteca do Oriental. O Oriental sempre acompanhou cuidadosamente tudo o que aconteceu no Oriente, e a sua biblioteca possui, por exemplo, toda a coleção do Pravda. O espaço da biblioteca foi consideravelmente ampliado graças ao interesse do Papa João Paulo II após sua visita ao Oriental em 1987. A Aula Magna, uma sala de conferências que abriga parte da biblioteca e que foi reformada para as comemorações do centenário em 2017, oferece um espaço seguro para discussões internacionais sobre tempos problemáticos e delicados. Síria, autocefalia, genocídio, não-violência são alguns dos temas dos quais imam, diplomatas, Patriarcas, Cardeais e “pessoas simples” puderam participar juntos.

## Academia: Faculdade e Línguas
Enquanto Instituto o Oriental tem apenas duas faculdades, uma de Ciências Eclesiásticas Orientais e outra de Direito Canônico Oriental. No início havia apenas uma Faculdade que incluía o programa já delineado no texto fundador de Bento XV (1917), a saber: teologia, espiritualidade, liturgia e direito canônico, além de arqueologia e ciências subsidiárias que são necessárias para garantir um programa de estudos equilibrados de estruturas sociais, arte, cultura e história. Neste curriculum, as línguas desempenham um papel importante e, além do italiano, que é a língua principal do ensino, o grego clássico, o siríaco, o russo e o paleoslavo sempre constituíram o quadro principal dos estudos. Além do armênio, copta, etíope e georgiano, que se tornaram parte do curriculum, o grego e o romeno modernos foram adicionados nos últimos anos. O grego moderno é dividido em quatro níveis, após o que o estudante pode receber um diploma reconhecido pelo governo grego. Para os estudantes de Direito Canônico o latim é obrigatório e ensinado. Um bom programa de língua italiana tornou-se o coração do ano propedêutico.
Nascida da Faculdade de Ciências Eclesiásticas Orientais, a Faculdade de Direito Canônico foi criada em 1971, também em vista da revisão do Direito Canônico Oriental e da preparação do respectivo código. O secretário dessa comissão foi Ivan Žužek, SJ (1924-2004). O Oriental, com seus professores de Direito Canônico, continua a servir como o principal centro de elaboração do Código usado em todo o mundo, tanto pelas Igrejas católicas quanto por algumas Igrejas ortodoxas orientais.

## Academia. Publicações
Além de ensinar e conferir diplomas acadêmicos de Mestrado e de Doutorado, o Oriental ganhou fama por suas publicações. Em 1923, apareceu a primeira edição da Orientalia Christiana. Após cem edições publicadas, em 1934 foram distinguidas duas séries, a Orientalia Christiana Analecta reservada para monografias e a Orientalia Christiana Periodica dedicada a artigos e recensões. Em 1990, após a promulgação do Código de Direito Canônico para as Igrejas Orientais (CCEO), decidiu-se lançar uma nova série de monografias em Direito Canônico. Em 1992 surgiu, então, a primeira edição de Kanonika. A edição crítica das Anaphorae Orientales, que começou com Alphonse Raes em 1939, chamou a atenção para um dos tesouros mais esquecidos do Oriente Cristão e foi continuada pelo renomado liturgista oriental, o Professor Robert Taft, SJ. Quando William Macomber publicou o texto mais antigo conhecido como Anáfora de Addai e Mari, poucos poderiam imaginar o quanto teria sido útil à Congregação para a Doutrina da Fé em 2001, quando o reconhecimento da ortodoxia e a validade de uma anáfora foram decididos sem as palavras explícitas da consagração.

## Resultados relevantes
- a) O CCEO foi quase inteiramente preparado no Oriental, o que representou um grande passo adiante para os cristãos orientais, pois pela primeira vez eles tiveram sua própria legislação, permitindo que cada uma das Igrejas orientais sui juris do Oriente desenvolvesse ainda mais seu próprio Direito particular.
- b) Outro magnificente contributo do Oriental foi a edição crítica dos documentos do Concílio de Florença (1438-1445)[24] preparada pelos professores da Faculdade de Ciências Eclesiásticas Orientais. Isso levou o papa Pio XII decidir, em 1947, a purificar o rito católico armênio de qualquer latinização.[25] Entre os vários trabalhos de pesquisa dignos de nota, limitamo-nos a recordar o estudo mais importante até o momento sobre a Liturgia de São João Crisóstomo em seis volumes, o Dicionário Enciclopédico do Oriente cristão, traduções anotadas de manuscritos siríacos do IX-XIII século; a publicação de sete volumes de documentos dos arquivos do Vaticano sobre a questão armênia (1894-1925), uma edição semelhante sobre a questão assírio-caldeu (1908-1938), um catálogo anotado de 150 manuscritos etíopes; estudos detalhados de mosaicos, afrescos e arquitetura de Igrejas antigas na Ásia Menor e assim por diante.

## Professores em destaque
Guillaume Jerphanion, SJ, permanece famoso por seus estudos de arqueologia das igrejas rupestres da Capadócia. Marcel Viller, SJ, depois de ensinar patrística no Oriental, tornou-se um dos fundadores do monumental Dictionnaire de Spiritualité. Segundo seu sucessor, o cardeal Tomáš Špidlík, SJ, ele próprio um famoso estudioso da teologia espiritual russa, Irenée Hausherr lançou as bases da espiritualidade oriental e seus livros são vendidos hoje como se tivessem sido escritos apenas ontem - como acontece nos trabalhos de Juan Mateos, SJ, que, na sequência de Anton Baumstark (1872-1948), é considerado por R.F. Taft, SJ, e G. Winkler, o fundador da “Escola Matteos de Liturgia Comparada” no Oriental. Georg Hofmann, SJ, foi um historiador da Igreja alemã, que desempenhou um papel importante na edição dos trabalhos do Concílio Florentino. O Oriental foi beneficiado por uma geração de liturgistas, incluindo Miguel Arranz, SJ, (1930-2008) e o já por inúmeras vezes mencionado Robert F. Taft, SJ, (1932-2018). Samir Khalil Samir, SJ, que tornou conhecida a grande herança da literatura árabo-cristã. Gustav Wetter, SJ, foi uma autoridade mundial no estudo do marxismo. Placid J. Podipara, C.M.I, foi um grande especialista sobre os Cristãos de São Tomás.

## Alunos em destaque
- Patriarca Bartholomaios Archondonis (Bartolomeu), atual Patriarca de Constantinopla, que estudou no Oriental de 1963 a 1968 e escreveu a tese com o título de: Sobre a codificação dos Cânones Sagrados e dos Preceitos Canônicos,[29] sob a direção do Prof. Ivan Žužek.
- Patriarca Gregorios III Laham, Patriarca Católico emérito de Antioquia.
- Cardeal Josef Slipyj, primeiro Arcebispo Maior da Igreja Católica Grega da Ucrânia.
- Patriarca Paul Cheiko Paul, Patriarca da Babilônia dos Caldeus.
- Patriarca Bidawid Raphael, Patriarca da Babilônia dos Caldeus.
- Patriarca Ignace Antoine Hayek, Patriarca de Antioquia dos Sírios.
- Patriarca Paul Méouchi, Patriarca de Antioquia dos Coptas.
- Patriarca Stephanos I Sidarouss, Patriarca de Alexandria dos Coptas.
- Arcebispo Maior Sviatoslav Shevchuk, atual Arcebispo Maior da Igreja Católica Grega da Ucrânia.
- Dois Superiores Gerais da Companhia de Jesus: Peter Kolvenbach, que foi Reitor do Oriental e Jean-Baptiste Janssens.
- Abaixo segue a lista daqueles ligados ao Oriental que se tornaram cardeais:
- Cardeal Alfredo Ildefonso Schuster, OSB, primeiro Diretor e Professor de Liturgia do Oriental.
- Cardeal Gregorio Pietro Agaganian.
- Cardeal Franz König, Cardeal Arcebispo e fundador do Pro Oriente.
- Cardeal Franz Ehrle, ex-professor do Oriental.
- Cardeal Ladisław Ruben, Prefeito da Congregação Oriental.
- Cardeal Eugène Tisserant, Secretário da Congregação.[30]
- Cardeal Aloys Grillmeier, SJ, teólogo e professor de patrística.
- Cardeal Josef Tomko, Prefeito Emérito da Congregação para a Evangelização dos Povos.
- Cardeal Tomáš Špidlík, SJ, famoso autor de livros sobre a espiritualidade cristã oriental.

A lista de estudantes famosos começa com o Beato Eugène Bossilkoff, bispo e mártir de Nicopolis na Bulgária. Em abril de 2013, dois bispos ortodoxos, ex-alunos do Oriental, foram sequestrados em Aleppo, na Síria: o bispo ortodoxo grego Paul Yazigi e o bispo ortodoxo siríaco Mor Gregorius Yohanna Ibrahim. Nada se sabe a respeito do fim de ambos assim como do destino de Michel Kajal, um ex-aluno da Faculdade de DCO, que também foi sequestrado. Outros alunos de nota singular são: Engelbert Kirschbaum, SJ, arqueólogo; Robert Murray, SJ, siriacista e grande amigo de J.R.R. Tolkien; Alessandro Bausani, islamologista; Hans-Joachim Schultz, liturgista; Lambert Beauduin, OSB, fundador da Chevetogne e René Vouillaume, prior dos Pequenos Irmãos de Jesus. Um teólogo altamente promissor, que foi morto pelos nazistas durante a Segunda Guerra Mundial, também fez seus estudos aqui: Yves de Montcheiul, SJ (1900-1942).